# Martha Ruben-Wolf
Martha Ruben-Wolf (* 17. Juni 1887 in Löhne; † 16. August 1939 in Moskau) war eine deutsche Ärztin und Autorin.

## Leben
Martha Ruben war die Tochter des Kleinunternehmers Max Ruben. Nach dem Abitur absolvierte sie in Berlin ein Medizinstudium, das sie 1914 abschloss. 1915 wurde sie zum Dr. med. promoviert. Während des Ersten Weltkrieges war sie in einem Lazarett tätig und ließ sich nach Kriegsende als Gynäkologin in Niederschöneweide nieder. Sie war Frauenrechtlerin und setzte sich für Arbeiterfrauen ein.
Zusammen mit ihrem Mann Lothar Wolf war sie aktives Mitglied der KPD. Sie war Mitbegründerin des Roten Frauen- und Mädchenbundes (RFMB). In den 1920er und frühen 1930er Jahren veröffentlichte sie gemeinsam mit ihrem Mann eine Reihe von Reiseberichten, unter anderem über die Sowjetunion und Italien. Daneben veröffentlichte Ruben-Wolf Bücher und Aufsätze zum Thema Abtreibung, bei dem ihrer Meinung nach die Sowjetunion eine vorbildliche Position einnahm. Die Broschüre Abtreibung oder Verhütung? hatte 1931 eine Auflage von 150.000 Exemplaren. Als bekannte Kommunistin trat sie als Kandidatin zur Preußischen Landtagswahl 1928 und zu den Reichstagswahlen in der Zeit von 1930 bis 1933 an.
Im Februar 1933 floh Lothar Wolf mit seiner Familie über Lugano und Paris nach Moskau. Dort konnte Ruben-Wolf wieder als Ärztin tätig sein, verlor aber ihre Anstellung und wurde durch das geänderte Abtreibungsrecht desillusioniert.
Ihr Mann wurde 1938 als „Gestapospion“ verhaftet, verurteilt und hingerichtet. Danach fand Ruben-Wolf nach längerer Suche wieder eine Anstellung als Krankenschwester, etwas später auch wieder als Ärztin.
Martha Ruben-Wolf beging 1939 Selbstmord. Ihr Sohn Walter wurde im Zweiten Weltkrieg zur Arbeitsarmee und zur Roten Armee eingezogen und ist 1943 gefallen. Ihre Tochter Sonja Friedmann-Wolf kehrte 1958 nach Ost-Berlin zurück und migrierte im selben Jahr über West-Berlin nach Israel. Sie beging im Jahr 1986 in Tel Aviv Selbstmord.
Nach Martha Ruben-Wolf ist seit 1997 eine Straße in Berlin-Altglienicke benannt.

## Schriften
- mit Lothar Wolf: Moskauer Skizzen zweier Ärzte. Berlin 1926.
- mit Lothar Wolf: Russische Skizzen zweier Ärzte. Zweite Rußlandreise Frühjahr 1926. Berlin 1927.
- mit Lothar Wolf: Deutsche Ärzte im Kaukasus. Dritte Rußlandreise 1927. Berlin 1928.
- Abtreibung oder Verhütung? Mit einem Vorwort von Friedrich Wolf und einem Nachwort von Alfred Apfel. Internationaler Arbeiter-Verlag, Berlin 1929. 6. Auflage 1931.
- Richtlinien zur Frage der Geburtenregelung. Die Erfolge der sowjetrussischen Bevölkerungspolitik. Hamburg 1930.
- mit Lothar Wolf: Im freien Asien. Reiseskizzen zweier Ärzte. Berlin 1931.
- mit Lothar Wolf: Faschistenland. Italienische Reiseskizzen. Frühjahr 1931. Berlin 1932.